# Henri Vanhulst
Henri Vanhulst est un musicologue belge né à Louvain le 5 décembre 1943.

## Biographie
Henri Vanhulst naît le 5 décembre 1943 à Louvain,.
Il étudie à l'Université libre de Bruxelles, où il obtient une licence en philologie romane en 1965 et une licence en musicologie (avec Robert Wangermée et François Lesure) en 1976, puis un doctorat en 1984 avec une thèse consacrée à la famille d'éditeurs de musique Phalèse.
En 1984, Vanhulst est nommé chargé de cours à temps partiel à l'Université libre de Bruxelles, puis chargé de cours en 1991, professeur à temps partiel en 1993, enfin professeur titulaire en 1995.
Entre 1980 et 1990, il est aussi professeur d'histoire de la musique au Conservatoire royal de Bruxelles.
Comme chercheur, son travail porte principalement sur la musique de la Renaissance, l'imprimerie et l'édition musicale dans les Pays-Bas jusqu'au XIXe siècle et la vie musicale à Bruxelles.
Henri Vanhulst est secrétaire de la Société belge de musicologie et co-directeur de la Revue belge de musicologie (1971), membre du conseil d'administration de la Société internationale de musicologie depuis 2002,.
En 2004, il est élu membre de l'Académie royale de Belgique et de l'Academia europaea,.

## Écrits
Parmi les écrits d'Henri Vanhulst, figurent notamment :
- « Les éditions de musique polyphonique et les traités musicaux mentionnés dans les inventaires dressés en 1569 dans les Pays-Bas espagnols sur ordre du Duc d’Albe », Revue belge de musicologie, 31 (1977), 60–71 ;
- « Un succès de l’édition musicale : Le Septiesme livre des chansons a quatre parties 1560–1661/63 », Revue belge de musicologie, 32–33 (1978–9), 97–120 ;
- « Édition comparative des instructions pour le luth, le cistre et la guitare publiées à Louvain par Pierre Phalèse (1545–1570) », Revue belge de musicologie, 34–35 (1980–81), 81–105 ;
- « L'édition musicale » (avec Paul Raspé), « Orchestres et concerts », « L'enseignement de la musique », « Les revues et la critique », « La musicologie », La musique en Wallonie et à Bruxelles, éd. Robert Wangermée et Philippe Mercier (Bruxelles, 1980–82), 1, 293–305; ii, 43–91, 193–206, 223–34, 235–47 ;
- « L'instruction pour le cistre parue dans la version anversoise de l'Hortulus citharae (1582) », Revue belge de musicologie, 36–38 (1982–4), 65–87 ;
- Les Phalèse, éditeurs et imprimeurs de musique à Louvain (1545–1578) (thèse, Université libre de Bruxelles, 1984) ;
- « Lassus et ses éditeurs : remarques à propos de deux lettres peu connues », Revue belge de musicologie, 39–40 (1985–6), 80–100 ;
- éd., avec Malou Haine : Musique et société : hommages à Robert Wangermée (Bruxelles, 1988) [comprenant « La diffusion des éditions de musique polyphonique dans les anciens Pays-Bas à la fin du XVIe et au début du XVIIe siècle », 27–51] ;
- « La musicologie en Belgique depuis 1958 », Acta Musicologica, 61 (1989), 241–63 ;
- Catalogue des éditions de musique publiées à Louvain par Pierre Phalèse et ses fils 1545–1578 (Bruxelles, 1990) ;
- « A Fragment of a Lost Lutebook Printed by Phalèse (Leuven, 1575) », Tijdschrift van de Koninklijke Vereniging voor Nederlandse Muziekgeschiedenis, 40/2 (1990), 57–80 ;
- « Le manuscrit 41 des archives communales de Bruges », Le concert des voix et des instruments à la Renaissance, Tours, 1991, 231–42 ;
- avec Marie Cornaz : « Le marchand de musique bruxellois Weissenbruch et la diffusion des oeuvres de Beethoven (1804–1813) », Revue belge de musicologie, 46 (1992), 189–223 ;
- « La fricassée de Jean de Latre (1564) », Revue belge de musicologie, 47 (1993), 81–90 ;
- « Suppliers and Clients of Christopher Plantin, Distributor of Polyphonic Music in Antwerp (1566–1578) », Musicology and Archival Research, Bruxelles, 1993, 558–604 ;
- « Le contrat d’apprentissage conclu en 1562 entre Pierre Phalèse et Jean Laet », From Ciconia to Sweelinck: donum natalicium Willem Elders, éd. A. Clement et E. Jas (Amsterdam, 1994), 155–9 ;
- « Le livre de chœur manuscrit de château fort d’Ecaussines-Lalaing (Ec): une source peu connue de la musique de Lassus (1574) », Orlando di Lasso, Munich, 1994, 265–76 ;
- éd. : The « Catalogus librorum musicorum » of Jan Evertsen van Doorn (Utrecht 1639), Utrecht, 1996.